# Элам, Джек
Уильям Скотт Элам (англ. William Scott Elam), более известный как Джек Элам (англ. Jack Elam, 13 ноября 1920 года, Майами, Аризона — 20 октября 2003 года, Ашленд, Орегон) — американский актёр кино и телевидения наиболее известный своими многочисленными ролями злодеев в вестернах и гангстерских фильмах, а позже комедийными ролями.
Элам обладал необычной внешностью, у него были проблемы с левым глазом из-за чего он казался неестественно окосевшим.

## Ранние годы
Джек Элам родился в Майами, штат Аризона. Его родителями были Миллард Элам и Элис Амелия Кирби. Мать умерла в 1922 году, когда Джеку было два года. До 1930 года он жил вместе с отцом, старшей сестрой Милдред и мачехой.
Джек потерял зрение в левом глазу ещё в детстве из-за несчастного случая, когда ткнул в глаз карандашом на встрече бойскаутов. В школе учился сначала в Майами, а затем в Финиксе, столице штата. Школу окончил в конце 1930-х годов и поступил в колледж в Санта-Монике в Калифорнии.
После учёбы работал бухгалтером в Bank of America в Лос-Анджелесе и аудитором в Standard Oil. Во время Второй мировой войны два года служил в ВМС США. Затем работал независимым бухгалтером в Голливуде, одним из его клиентов был киномагнат Сэмюэл Голдвин. Работал менеджером в отеле Hotel Bel-Air, там же в Лос-Анджелесе.

## Кинокарьера
В 1949 году Элам дебютировал в эксплуатационном фильм «Сорняк» о девушке-танцовщице, которая начинает курить марихуану и тем самым разрушает свою жизнь. Далее Джек снимается в основном в вестернах и гангстерских фильмах в ролях злодеев. В 1950-х и 1960-х годах появился во многих популярных сериалах-вестернах, в том числе «Дымок из ствола», «Стрелок», «Судебный исполнитель», «Бонанза», «Шайенн», «Есть оружие — будут путешествия», «Зорро», «Одинокий рейнджер» и «Сыромятная плеть». В 1961 году Элам сыграл слегка сумасшедшего персонажа в серии «Will the Real Martian Please Stand Up?» сериала «Сумеречная зона».
В 1968 году Джек Элам появился в небольшом забавном эпизоде в «Однажды на Диком Западе», где он был одним из трёх стрелков посланных убить героя Чарльза Бронсона. А в 1969 году получил свою первую комедийную роль в фильме «Поддержите своего шерифа!», через два года последовало и «Поддержи своего стрелка». Оба фильма были поставлены Бёртом Кеннеди, который и заметил комедийный потенциал Джека Элама. Между этими двумя фильмами Джек сыграл вздорного старика у Говарда Хоукса в «Рио Лобо».
В 1980-х годах Джек запомнился ролью доктора Николаса Ван Хельсинга из «Гонки „Пушечное ядро“» и «Гонки „Пушечное ядро“ 2».
Продолжал сниматься вплоть до середины 1990-х годов. В 1994 году Элам был введён в Зал величайших актёров вестернов в National Cowboy & Western Heritage Museum.

## Личная жизнь
Джек Элам был дважды женат. В браке с первой женой Джин Элам состоял с 1937 года и до её смерти в 1961 году. Вторая жена Маргарет Дженнисон, с ней он был женат с 1961 года и до конца своей жизни. Элам умер в Ашленде, Орегон в 2003 году от сердечной недостаточности не дожив месяца до своего 83-летия. У Элама две дочери, Джери и Жаклин, и сын Скотт.

## Фильмография

### Кино
- 1949 — Сорняк — Henchman Raymond
- 1950 — Зыбучий песок — Bar patron (нет в титрах)
- 1950 — Ключ от города — Councilman (нет в титрах)
- 1950 — Дорога с односторонним движением — Arnie (нет в титрах)
- 1950 — Билет в Томагавк — Fargo (нет в титрах)
- 1950 — Американская война на Филиппинах — The Speaker
- 1951 — Райская птичка — The Trader
- 1951 — Нападение на почтовую станцию — Tevis
- 1952 — Пресловутое ранчо — Mort Geary
- 1952 — Битва на Перевале Апачей — Mescal Jack
- 1952 — Ровно в полдень — Чарли, пьяница (нет в титрах)
- 1952 — Тайны Канзас-сити — Пит Харрис
- 1953 — Отважные противники — Бартон
- 1953 — Считайте часы — Макс Верн
- 1954 — Держись подальше от Диабло — Тим Лоуери
- 1954 — Далёкий край — Ньюберри
- 1954 — Королева скота из Монтаны — Йост
- 1954 — Веракрус — Tex
- 1955 — Целуй меня насмерть — Charlie Max
- 1955 — Мунфлит — Damen
- 1955 — Человек из Ларами — Chris Boldt, the town liar
- 1955 — Кисмет — Hassan-Ben
- 1955 — Художники и модели — Ivan
- 1956 — Джубал — McCoy, Bar 8 Rider
- 1957 — Перестрелка в О.К. Коррал — Tom McLowery
- 1957 — Опасный перегон — Shotgun
- 1957 — Малыш Нельсон — Fatso Negel
- 1958 — Контрабандисты оружия — Арнольд
- 1961 — Команчерос — Horseface (Comanchero)
- 1961 — Пригоршня чудес — Cheesecake
- 1961 — Последний закат — Ed Hobbs
- 1963 — Четверо из Техаса — Доби
- 1966 — Редкая порода — Simons
- 1968 — Файеркрик — Norman
- 1968 — Однажды на Диком Западе — Снейки, второй стрелок
- 1969 — Поддержите своего шерифа! — Deputy Jake
- 1970 — Рио Лобо — Philips, a rancher
- 1971 — Поддержи своего стрелка — Jug May
- 1971 — Ханни Колдер — Frank Clemens
- 1973 — Пэт Гэрретт и Билли Кид — Аламоса Билл
- 1979 — Кактус Джек — Avery Simpson
- 1981 — Гонки «Пушечное ядро» — доктор Николас Ван Хельсинг
- 1982 — Сглазили! — Otto
- 1984 — Гонки «Пушечное ядро» 2 — доктор Николас Ван Хельсинг
- 1990 — Большой Джон — Джейк Колхаун
- 1991 — Коммандо из пригорода — Col. Dustin «Dusty» McHowell
- 1993 — Теневая полиция — Tommy

### Телевидение
- 1954—55 — Одинокий рейнджер — (a) Reno Lawrence; (b) Jack Miles
- 1955 — Приключения Рин Тин Тина — Shields
- 1957 — Караван повозок — Charlie Otis
- 1958 — Зорро — Gomez the coachman
- 1958—63 — Стрелок — Various
- 1959 — Есть оружие — будут путешествия — Joe Gage
- 1959—72 — Дымок из ствола — Various characters
- 1959—61 — Сумеречная зона — Avery
- 1959—61 — Неприкасаемые — Nick Bravo
- 1959—61 — Судебный исполнитель — Herm Forrest
- 1961—62 — Шайенн — Count Nicholas Potosi/Deputy J.D. Smith/Calhoun Durango
- 1961—70 — Бонанза — Dodie Hoad/Buford Buckalaw/Honest John
- 1962 — Сыромятная плеть — Turkey Creek Jack Johnson
- 1962 — Бен Кэйси — Felix Gault
- 1965 — Дэниэл Бун — Petch
- 1965 — Отряд «Ф» — Sam Urp
- 1966 — Дымок из ствола — Jim Barrett
- 1968 — Высокий кустарник — Mackdin (comanchero)
- 1970 — Виргинцы — Harve Yost
- 1971 — Дымок из ствола — U.S. Marshal Lucas Murdoch
- 1972 — Дымок из ствола — Pierre
- 1972 — Прозвища Смит и Джонс — Boot Coby
- 1973 — Кунг-фу — Marcus Taylor
- 1977—78 — Завоевание Запада — Cully Madigan
- 1986 — Саймон и Саймон — Bud Krelman
- 1992 — Большой ремонт — Hick Peterson